# Trần Đức Diệp
Trần Đức Diệp (tiếng Trung: 陳德曄; 1265 – 1306), thường gọi là Trần Đức Việp, là một tông thất hoàng gia Đại Việt thời nhà Trần trong lịch sử Việt Nam.

## Thân thế
Trần Đức Diệp là con trai thứ hai của vua Trần Thánh Tông. Ông sinh vào tháng 7 (âl) năm Ất Sửu (1265), sau khi triều đình hạ lệnh đại xá.
Tháng 12 (âl) năm Giáp Tuất (1274), anh trai ông là Hoàng tử Trần Khâm được lập làm Hoàng thái tử. Theo sách Thánh Đăng Ngữ Lục, Hoàng tử Khâm có chí xuất gia, nhiều lần tỏ ý không muốn làm Thái tử mà muốn nhường cho em trai. Có một lần, Hoàng tử Khâm nhân lúc đêm khuya bỏ chạy lên núi Yên Tử, trên đường vào nghỉ trong một ngồi chùa ở núi Đông Cứu. Vua Trần Thánh Tông cùng Hoàng hậu biết tin, cho quân đi tìm Hoàng tử. Hoàng tử Khâm trở về bèn miễn cưỡng nhận ngôi Thái tử.
Mùa xuân tháng 2 (âl) năm Mậu Dần (1278), Hoàng tử Đức Diệp được phong tước Tá Thiên đại vương. Tháng 10 (âl) cùng năm, Thái tử Trần Khâm được vua cha nhường ngôi, tức Trần Nhân Tông.

## Cuộc đời
Mùa hạ tháng 4 (âl) năm Đinh Hợi (1287), Tá Thiên vương Trần Đức Diệp được vua anh Nhân Tông trao quyền Tướng quốc sự.
Tháng 3 (âl) năm Canh Dần (1290), Tá Thiên vương được gia phong Nhập nội Kiểm hiệu Thái úy, cùng với Thái sư Chiêu Minh vương Trần Quang Khải quản lý quốc sự.
Mùa xuân tháng Giêng (âl) năm Nhâm Dần (1302), Tá Thiên vương được giữ chức Thống chính Thái sư. Chức Thái úy trao cho Chiêu Văn vương Trần Nhật Duật.
Mùng 1 tháng Giêng (âl) năm Bính Ngọ (1306), Tá Thiên vương Trần Đức Diệp mất, thọ 42 tuổi.